# ATP Tour 500
De ATP Tour 500 is een reeks van tennistoernooien voor de mannen waarbij de winnaar 500 punten voor de wereldranglijst krijgt. Deze toernooien zijn de hoogste toernooien na de grandslamtoernooien en de ATP Tour Masters 1000. De toernooien vallen onder de auspiciën van de ATP.
In 1990 nam de ATP de organisatie van de tour op zich en met een verdeling van toernooicategoriën, het tweede niveau werd de ATP Championship Series.
Van 2000 tot en met 2008 stond deze reeks van toernooien bekend als ATP International Series Gold.
De reeks is gestart in 2009 met de herstructurering van het ATP-circuit. Tot die tijd werd dit tweede ATP-niveau aangeduid met de term "ATP International Series Gold". Vanaf 2009 is de toernooienreeks hernoemd tot ATP World Tour 500, waarin 500 verwijst naar het aantal ranglijstpunten dat de winnaar verdient. Vanaf 2019 is 'World' komen te vervallen en ging de serie verder onder de naam ATP Tour 500.
Bij de herstructurering in 2009 bestond de reeks uit 11 toernooien en sinds 2015 bestaat de reeks uit 13 toernooien, na de toevoeging van de grastoernooien van ATP Halle en ATP Londen aan de ATP 500 categorie. Aan de toernooien doen over het algemeen in het enkelspel 32 (in Barcelona en in Washington 48) mannen en 16 koppels in het dubbelspel.
De beste tennissers zijn verplicht om aan ten minste vier ATP-500-toernooien deel te nemen waarvan ten minste één na de US Open.

## Huidige ATP-500-toernooien
De lijst met huidige ATP-500-toernooien is chronologisch gerangschikt.
| Toernooi           | Sponsornaam                             | Stad           | Maand    | Ondergrond *  | Laatste winnaar            | Laatste winnaar dubbelspel               |
| ------------------ | --------------------------------------- | -------------- | -------- | ------------- | -------------------------- | ---------------------------------------- |
| ATP Dallas         | Dallas Open                             | Dallas         | Februari | Hardcourt (i) | Denis Shapovalov           | Christian Harrison Evan King             |
| ATP Rotterdam      | ABN AMRO Open                           | Rotterdam      | Februari | Hardcourt (i) | Carlos Alcaraz             | Simone Bolelli Andrea Vavassori          |
| ATP Doha           | Doha Open                               | Doha           | Februari | Hardcourt     | Andrej Roebljov            | Julian Cash Lloyd Glasspool              |
| ATP Rio de Janeiro | Rio Open presented by Claro             | Rio de Janeiro | Februari | Gravel        | Sebastián Báez             | Rafael Matos Marcelo Melo                |
| ATP Acapulco       | Abierto Mexicano Telcel                 | Acapulco       | Februari | Hardcourt     | Tomáš Macháč               | Christian Harrison Evan King             |
| ATP Dubai          | Dubai Duty Free Tennis Championships    | Dubai          | Februari | Hardcourt     | Stéfanos Tsitsipás         | Yuki Bhambri Alexei Popyrin              |
| ATP Barcelona      | Barcelona Open Banc Sabadell            | Barcelona      | April    | Gravel        | Holger Rune                | Sander Arends Luke Johnson               |
| ATP München        | BMW Open                                | München        | April    | Gravel        | Alexander Zverev           | André Göransson Sem Verbeek              |
| ATP Hamburg        | Hamburg European Open                   | Hamburg        | Mei      | Gravel        | Arthur Fils                | Kevin Krawietz Tim Pütz                  |
| ATP Halle          | Terra Wortmann Open                     | Halle          | Juni     | Gras          | Jannik Sinner              | Simone Bolelli Andrea Vavassori          |
| ATP Londen         | Cinch Championships                     | Londen         | Juni     | Gras          | Tommy Paul                 | Neal Skupski Michael Venus               |
| ATP Washington     | Citi Open                               | Washington     | Augustus | Hardcourt     | Sebastian Korda            | Nathaniel Lammons Jackson Withrow        |
| ATP Peking         | China Open                              | Peking         | Oktober  | Hardcourt     | Carlos Alcaraz             | Simone Bolelli Andrea Vavassori          |
| ATP Tokio          | Rakuten Japan Open Tennis Championships | Tokio          | Oktober  | Hardcourt     | Arthur Fils                | Julian Cash Lloyd Glasspool              |
| ATP Bazel          | Swiss Indoors                           | Bazel          | Oktober  | Hardcourt (i) | Giovanni Mpetshi Perricard | Santiago González Édouard Roger-Vasselin |
| ATP Wenen          | Erste Bank Open                         | Wenen          | Oktober  | Hardcourt (i) | Jack Draper                | Alexander Erler Lucas Miedler            |

* Het toernooi wordt in de open lucht gehouden, tenzij met een (i) aangeduid.

## Tijdlijn
| Maand         | Ondergrond           | 1990                                                                   | 1991                                                                   | 1992                                                                   | 1993                                                                   | 1994                                                                   | 1995                                                                   | 1996                                                                   | 1997                                                                   | 1998                                                                   | 1999                                                                   | 2000                                                                   | 2001                                                                   | 2002                                                                   | 2003                                                                   | 2004                                                                   | 2005                                                                   | 2006                                                                   | 2007                                                                   | 2008                                                                   | 2009                                                                   | 2010                                                                   | 2011                                                                   | 2012                                                                   | 2013                                                                   | 2014                                                                   | 2015                                                                   | 2016                                                                   | 2017                                                                   | 2018                                                                   | 2019                                                                   | 2020                                                                   | 2021                                                                   | 2022                                                                   | 2023                                                                   | 2024                                                                   | 2025               | 2026               |
|               |                      | ATP Championship Series                                                | ATP Championship Series                                                | ATP Championship Series                                                | ATP Championship Series                                                | ATP Championship Series                                                | ATP Championship Series                                                | ATP Championship Series                                                | ATP Championship Series                                                | ATP Championship Series                                                | ATP Championship Series                                                | ATP International Series Gold                                          | ATP International Series Gold                                          | ATP International Series Gold                                          | ATP International Series Gold                                          | ATP International Series Gold                                          | ATP International Series Gold                                          | ATP International Series Gold                                          | ATP International Series Gold                                          | ATP International Series Gold                                          | ATP World Tour 500                                                     | ATP World Tour 500                                                     | ATP World Tour 500                                                     | ATP World Tour 500                                                     | ATP World Tour 500                                                     | ATP World Tour 500                                                     | ATP World Tour 500                                                     | ATP World Tour 500                                                     | ATP World Tour 500                                                     | ATP World Tour 500                                                     | ATP Tour 500                                                           | ATP Tour 500                                                           | ATP Tour 500                                                           | ATP Tour 500                                                           | ATP Tour 500                                                           | ATP Tour 500                                                           | ATP Tour 500       | ATP Tour 500       |
| ------------- | -------------------- | ---------------------------------------------------------------------- | ---------------------------------------------------------------------- | ---------------------------------------------------------------------- | ---------------------------------------------------------------------- | ---------------------------------------------------------------------- | ---------------------------------------------------------------------- | ---------------------------------------------------------------------- | ---------------------------------------------------------------------- | ---------------------------------------------------------------------- | ---------------------------------------------------------------------- | ---------------------------------------------------------------------- | ---------------------------------------------------------------------- | ---------------------------------------------------------------------- | ---------------------------------------------------------------------- | ---------------------------------------------------------------------- | ---------------------------------------------------------------------- | ---------------------------------------------------------------------- | ---------------------------------------------------------------------- | ---------------------------------------------------------------------- | ---------------------------------------------------------------------- | ---------------------------------------------------------------------- | ---------------------------------------------------------------------- | ---------------------------------------------------------------------- | ---------------------------------------------------------------------- | ---------------------------------------------------------------------- | ---------------------------------------------------------------------- | ---------------------------------------------------------------------- | ---------------------------------------------------------------------- | ---------------------------------------------------------------------- | ---------------------------------------------------------------------- | ---------------------------------------------------------------------- | ---------------------------------------------------------------------- | ---------------------------------------------------------------------- | ---------------------------------------------------------------------- | ---------------------------------------------------------------------- | ------------------ | ------------------ |
| Februari      | Hardcourt/tapijt (i) | ATP Stuttgart (indoor)                                                 | ATP Stuttgart (indoor)                                                 | ATP Stuttgart (indoor)                                                 | ATP Stuttgart (indoor)                                                 | ATP Stuttgart (indoor)                                                 | ATP Stuttgart (indoor)                                                 | ATP Antwerpen                                                          | ATP Antwerpen                                                          | ATP Antwerpen                                                          | ATP Rotterdam                                                          | ATP Rotterdam                                                          | ATP Rotterdam                                                          | ATP Rotterdam                                                          | ATP Rotterdam                                                          | ATP Rotterdam                                                          | ATP Rotterdam                                                          | ATP Rotterdam                                                          | ATP Rotterdam                                                          | ATP Rotterdam                                                          | ATP Rotterdam                                                          | ATP Rotterdam                                                          | ATP Rotterdam                                                          | ATP Rotterdam                                                          | ATP Rotterdam                                                          | ATP Rotterdam                                                          | ATP Rotterdam                                                          | ATP Rotterdam                                                          | ATP Rotterdam                                                          | ATP Rotterdam                                                          | ATP Rotterdam                                                          | ATP Rotterdam                                                          | ATP Rotterdam                                                          | ATP Rotterdam                                                          | ATP Rotterdam                                                          | ATP Rotterdam                                                          | ATP Rotterdam      | ATP Rotterdam      |
| Februari      | Hardcourt (i)        | -                                                                      | -                                                                      | -                                                                      | -                                                                      | -                                                                      | -                                                                      | -                                                                      | -                                                                      | -                                                                      | -                                                                      | -                                                                      | -                                                                      | -                                                                      | -                                                                      | -                                                                      | -                                                                      | -                                                                      | -                                                                      | -                                                                      | -                                                                      | -                                                                      | -                                                                      | -                                                                      | -                                                                      | -                                                                      | -                                                                      | -                                                                      | -                                                                      | -                                                                      | -                                                                      | -                                                                      | -                                                                      | -                                                                      | -                                                                      | -                                                                      | ATP Dallas         | ATP Dallas         |
| Februari      | Gravel               | ATP Philadelphia (hardcourt/tapijt, indoor)                            | ATP Philadelphia (hardcourt/tapijt, indoor)                            | ATP Philadelphia (hardcourt/tapijt, indoor)                            | ATP Philadelphia (hardcourt/tapijt, indoor)                            | ATP Philadelphia (hardcourt/tapijt, indoor)                            | ATP Philadelphia (hardcourt/tapijt, indoor)                            | ATP Philadelphia (hardcourt/tapijt, indoor)                            | ATP Philadelphia (hardcourt/tapijt, indoor)                            | ATP Philadelphia (hardcourt/tapijt, indoor)                            | ATP Philadelphia (hardcourt/tapijt, indoor)                            | –                                                                      | ATP Acapulco                                                           | ATP Acapulco                                                           | ATP Acapulco                                                           | ATP Acapulco                                                           | ATP Acapulco                                                           | ATP Acapulco                                                           | ATP Acapulco                                                           | ATP Acapulco                                                           | ATP Acapulco                                                           | ATP Acapulco                                                           | ATP Acapulco                                                           | ATP Acapulco                                                           | ATP Acapulco                                                           | ATP Acapulco                                                           | ATP Rio de Janeiro                                                     | ATP Rio de Janeiro                                                     | ATP Rio de Janeiro                                                     | ATP Rio de Janeiro                                                     | ATP Rio de Janeiro                                                     | ATP Rio de Janeiro                                                     | ATP Rio de Janeiro                                                     | afgelast                                                               | ATP Rio de Janeiro                                                     | ATP Rio de Janeiro                                                     | ATP Rio de Janeiro | ATP Rio de Janeiro |
| Februari      | Hardcourt            | -                                                                      | -                                                                      | -                                                                      | -                                                                      | -                                                                      | -                                                                      | -                                                                      | -                                                                      | -                                                                      | -                                                                      | -                                                                      | -                                                                      | -                                                                      | -                                                                      | -                                                                      | -                                                                      | -                                                                      | -                                                                      | -                                                                      | -                                                                      | -                                                                      | -                                                                      | -                                                                      | -                                                                      | -                                                                      | -                                                                      | -                                                                      | -                                                                      | -                                                                      | -                                                                      | -                                                                      | -                                                                      | -                                                                      | -                                                                      | -                                                                      | ATP Doha           | ATP Doha           |
| Februari      | Hardcourt            | ATP Toronto (i)                                                        | ATP Memphis (i)                                                        | ATP Memphis (i)                                                        | ATP Memphis (i)                                                        | ATP Memphis (i)                                                        | ATP Memphis (i)                                                        | ATP Memphis (i)                                                        | ATP Memphis (i)                                                        | ATP Memphis (i)                                                        | ATP Memphis (i)                                                        | ATP Memphis (i)                                                        | ATP Memphis (i)                                                        | ATP Memphis (i)                                                        | ATP Memphis (i)                                                        | ATP Memphis (i)                                                        | ATP Memphis (i)                                                        | ATP Memphis (i)                                                        | ATP Memphis (i)                                                        | ATP Memphis (i)                                                        | ATP Memphis (i)                                                        | ATP Memphis (i)                                                        | ATP Memphis (i)                                                        | ATP Memphis (i)                                                        | ATP Memphis (i)                                                        | ATP Acapulco                                                           | ATP Acapulco                                                           | ATP Acapulco                                                           | ATP Acapulco                                                           | ATP Acapulco                                                           | ATP Acapulco                                                           | ATP Acapulco                                                           | ATP Acapulco                                                           | ATP Acapulco                                                           | ATP Acapulco                                                           | ATP Acapulco                                                           | ATP Acapulco       | ATP Acapulco       |
| Februari      | Hardcourt/tapijt     | ATP Brussel (i)                                                        | ATP Brussel (i)                                                        | ATP Brussel (i)                                                        | ATP Milaan (i)                                                         | ATP Milaan (i)                                                         | ATP Milaan (i)                                                         | ATP Milaan (i)                                                         | ATP Milaan (i)                                                         | ATP Londen (i)                                                         | ATP Londen (i)                                                         | ATP Londen (i)                                                         | ATP Dubai                                                              | ATP Dubai                                                              | ATP Dubai                                                              | ATP Dubai                                                              | ATP Dubai                                                              | ATP Dubai                                                              | ATP Dubai                                                              | ATP Dubai                                                              | ATP Dubai                                                              | ATP Dubai                                                              | ATP Dubai                                                              | ATP Dubai                                                              | ATP Dubai                                                              | ATP Dubai                                                              | ATP Dubai                                                              | ATP Dubai                                                              | ATP Dubai                                                              | ATP Dubai                                                              | ATP Dubai                                                              | ATP Dubai                                                              | ATP Dubai                                                              | ATP Dubai                                                              | ATP Dubai                                                              | ATP Dubai                                                              | ATP Dubai          | ATP Dubai          |
| April         | Gravel               | ATP Barcelona                                                          | ATP Barcelona                                                          | ATP Barcelona                                                          | ATP Barcelona                                                          | ATP Barcelona                                                          | ATP Barcelona                                                          | ATP Barcelona                                                          | ATP Barcelona                                                          | ATP Barcelona                                                          | ATP Barcelona                                                          | ATP Barcelona                                                          | ATP Barcelona                                                          | ATP Barcelona                                                          | ATP Barcelona                                                          | ATP Barcelona                                                          | ATP Barcelona                                                          | ATP Barcelona                                                          | ATP Barcelona                                                          | ATP Barcelona                                                          | ATP Barcelona                                                          | ATP Barcelona                                                          | ATP Barcelona                                                          | ATP Barcelona                                                          | ATP Barcelona                                                          | ATP Barcelona                                                          | ATP Barcelona                                                          | ATP Barcelona                                                          | ATP Barcelona                                                          | ATP Barcelona                                                          | ATP Barcelona                                                          | afgelast                                                               | ATP Barcelona                                                          | ATP Barcelona                                                          | ATP Barcelona                                                          | ATP Barcelona                                                          | ATP Barcelona      | ATP Barcelona      |
| April         | Gravel               | -                                                                      | -                                                                      | -                                                                      | -                                                                      | -                                                                      | -                                                                      | -                                                                      | -                                                                      | -                                                                      | -                                                                      | -                                                                      | -                                                                      | -                                                                      | -                                                                      | -                                                                      | -                                                                      | -                                                                      | -                                                                      | -                                                                      | -                                                                      | -                                                                      | -                                                                      | -                                                                      | -                                                                      | -                                                                      | -                                                                      | -                                                                      | -                                                                      | -                                                                      | -                                                                      | -                                                                      | -                                                                      | -                                                                      | -                                                                      | -                                                                      | ATP München        | ATP München        |
| Mei           | Gravel               | ATP Stuttgart & ATP Hamburg werden gehouden in juli, uitgezonderd 2003 | ATP Stuttgart & ATP Hamburg werden gehouden in juli, uitgezonderd 2003 | ATP Stuttgart & ATP Hamburg werden gehouden in juli, uitgezonderd 2003 | ATP Stuttgart & ATP Hamburg werden gehouden in juli, uitgezonderd 2003 | ATP Stuttgart & ATP Hamburg werden gehouden in juli, uitgezonderd 2003 | ATP Stuttgart & ATP Hamburg werden gehouden in juli, uitgezonderd 2003 | ATP Stuttgart & ATP Hamburg werden gehouden in juli, uitgezonderd 2003 | ATP Stuttgart & ATP Hamburg werden gehouden in juli, uitgezonderd 2003 | ATP Stuttgart & ATP Hamburg werden gehouden in juli, uitgezonderd 2003 | ATP Stuttgart & ATP Hamburg werden gehouden in juli, uitgezonderd 2003 | ATP Stuttgart & ATP Hamburg werden gehouden in juli, uitgezonderd 2003 | ATP Stuttgart & ATP Hamburg werden gehouden in juli, uitgezonderd 2003 | ATP Stuttgart & ATP Hamburg werden gehouden in juli, uitgezonderd 2003 | ATP Stuttgart & ATP Hamburg werden gehouden in juli, uitgezonderd 2003 | ATP Stuttgart & ATP Hamburg werden gehouden in juli, uitgezonderd 2003 | ATP Stuttgart & ATP Hamburg werden gehouden in juli, uitgezonderd 2003 | ATP Stuttgart & ATP Hamburg werden gehouden in juli, uitgezonderd 2003 | ATP Stuttgart & ATP Hamburg werden gehouden in juli, uitgezonderd 2003 | ATP Stuttgart & ATP Hamburg werden gehouden in juli, uitgezonderd 2003 | ATP Stuttgart & ATP Hamburg werden gehouden in juli, uitgezonderd 2003 | ATP Stuttgart & ATP Hamburg werden gehouden in juli, uitgezonderd 2003 | ATP Stuttgart & ATP Hamburg werden gehouden in juli, uitgezonderd 2003 | ATP Stuttgart & ATP Hamburg werden gehouden in juli, uitgezonderd 2003 | ATP Stuttgart & ATP Hamburg werden gehouden in juli, uitgezonderd 2003 | ATP Stuttgart & ATP Hamburg werden gehouden in juli, uitgezonderd 2003 | ATP Stuttgart & ATP Hamburg werden gehouden in juli, uitgezonderd 2003 | ATP Stuttgart & ATP Hamburg werden gehouden in juli, uitgezonderd 2003 | ATP Stuttgart & ATP Hamburg werden gehouden in juli, uitgezonderd 2003 | ATP Stuttgart & ATP Hamburg werden gehouden in juli, uitgezonderd 2003 | ATP Stuttgart & ATP Hamburg werden gehouden in juli, uitgezonderd 2003 | ATP Stuttgart & ATP Hamburg werden gehouden in juli, uitgezonderd 2003 | ATP Stuttgart & ATP Hamburg werden gehouden in juli, uitgezonderd 2003 | ATP Stuttgart & ATP Hamburg werden gehouden in juli, uitgezonderd 2003 | ATP Stuttgart & ATP Hamburg werden gehouden in juli, uitgezonderd 2003 | ATP Stuttgart & ATP Hamburg werden gehouden in juli, uitgezonderd 2003 | ATP Hamburg        | ATP Hamburg        |
| Juni          | Gras                 | –                                                                      | –                                                                      | –                                                                      | –                                                                      | –                                                                      | –                                                                      | –                                                                      | –                                                                      | –                                                                      | –                                                                      | –                                                                      | –                                                                      | –                                                                      | –                                                                      | –                                                                      | –                                                                      | –                                                                      | –                                                                      | –                                                                      | –                                                                      | –                                                                      | –                                                                      | –                                                                      | –                                                                      | –                                                                      | ATP Halle                                                              | ATP Halle                                                              | ATP Halle                                                              | ATP Halle                                                              | ATP Halle                                                              | afgelast                                                               | ATP Halle                                                              | ATP Halle                                                              | ATP Halle                                                              | ATP Halle                                                              | ATP Halle          | ATP Halle          |
| Juni          | Gras                 | –                                                                      | –                                                                      | –                                                                      | –                                                                      | –                                                                      | –                                                                      | –                                                                      | –                                                                      | –                                                                      | –                                                                      | –                                                                      | –                                                                      | –                                                                      | –                                                                      | –                                                                      | –                                                                      | –                                                                      | –                                                                      | –                                                                      | –                                                                      | –                                                                      | –                                                                      | –                                                                      | –                                                                      | –                                                                      | ATP Londen                                                             | ATP Londen                                                             | ATP Londen                                                             | ATP Londen                                                             | ATP Londen                                                             | afgelast                                                               | ATP Londen                                                             | ATP Londen                                                             | ATP Londen                                                             | ATP Londen                                                             | ATP Londen         | ATP Londen         |
| Juli          | Gravel               | ATP Stuttgart                                                          | ATP Stuttgart                                                          | ATP Stuttgart                                                          | ATP Stuttgart                                                          | ATP Stuttgart                                                          | ATP Stuttgart                                                          | ATP Stuttgart                                                          | ATP Stuttgart                                                          | ATP Stuttgart                                                          | ATP Stuttgart                                                          | ATP Stuttgart                                                          | ATP Stuttgart                                                          | ATP Stuttgart                                                          | –                                                                      | ATP Stuttgart                                                          | ATP Stuttgart                                                          | ATP Stuttgart                                                          | ATP Stuttgart                                                          | ATP Stuttgart                                                          | ATP Hamburg                                                            | ATP Hamburg                                                            | ATP Hamburg                                                            | ATP Hamburg                                                            | ATP Hamburg                                                            | ATP Hamburg                                                            | ATP Hamburg                                                            | ATP Hamburg                                                            | ATP Hamburg                                                            | ATP Hamburg                                                            | ATP Hamburg                                                            | ATP Hamburg                                                            | ATP Hamburg                                                            | ATP Hamburg                                                            | –                                                                      | –                                                                      |                    |                    |
| Juli          | Gravel               | –                                                                      | –                                                                      | –                                                                      | –                                                                      | –                                                                      | –                                                                      | –                                                                      | –                                                                      | –                                                                      | ATP Kitzbühel                                                          | ATP Kitzbühel                                                          | ATP Kitzbühel                                                          | ATP Kitzbühel                                                          | ATP Kitzbühel                                                          | ATP Kitzbühel                                                          | ATP Kitzbühel                                                          | ATP Kitzbühel                                                          | ATP Kitzbühel                                                          | ATP Kitzbühel                                                          | –                                                                      | –                                                                      | –                                                                      | –                                                                      | –                                                                      | –                                                                      | –                                                                      | –                                                                      | –                                                                      | –                                                                      | –                                                                      | –                                                                      | –                                                                      | –                                                                      | –                                                                      | –                                                                      | –                  | –                  |
| Augustus      | Hardcourt            | ATP Washington                                                         | ATP Washington                                                         | ATP Washington                                                         | ATP Washington                                                         | ATP Washington                                                         | ATP Washington                                                         | ATP Washington                                                         | ATP Washington                                                         | ATP Washington                                                         | ATP Washington                                                         | ATP Washington                                                         | ATP Washington                                                         | ATP Washington                                                         | –                                                                      | –                                                                      | –                                                                      | –                                                                      | –                                                                      | –                                                                      | ATP Washington                                                         | ATP Washington                                                         | ATP Washington                                                         | ATP Washington                                                         | ATP Washington                                                         | ATP Washington                                                         | ATP Washington                                                         | ATP Washington                                                         | ATP Washington                                                         | ATP Washington                                                         | ATP Washington                                                         | afgelast                                                               | ATP Washington                                                         | ATP Washington                                                         | ATP Washington                                                         | ATP Washington                                                         | ATP Washington     | ATP Washington     |
| Augustus      | Hardcourt            | ATP Indianapolis                                                       | ATP Indianapolis                                                       | ATP Indianapolis                                                       | ATP Indianapolis                                                       | ATP Indianapolis                                                       | ATP Indianapolis                                                       | ATP Indianapolis                                                       | ATP Indianapolis                                                       | ATP Indianapolis                                                       | ATP Indianapolis                                                       | ATP Indianapolis                                                       | ATP Indianapolis                                                       | ATP Indianapolis                                                       | –                                                                      | –                                                                      | –                                                                      | –                                                                      | –                                                                      | –                                                                      | –                                                                      | –                                                                      | –                                                                      | –                                                                      | –                                                                      | –                                                                      | –                                                                      | –                                                                      | –                                                                      | –                                                                      | –                                                                      | –                                                                      | –                                                                      | –                                                                      | –                                                                      | –                                                                      | –                  | –                  |
| Augustus      | Hardcourt            | ATP New Haven                                                          | ATP New Haven                                                          | ATP New Haven                                                          | ATP New Haven                                                          | ATP New Haven                                                          | ATP New Haven                                                          | ATP New Haven                                                          | ATP New Haven                                                          | ATP New Haven                                                          | –                                                                      | –                                                                      | –                                                                      | –                                                                      | –                                                                      | –                                                                      | –                                                                      | –                                                                      | –                                                                      | –                                                                      | –                                                                      | –                                                                      | –                                                                      | –                                                                      | –                                                                      | –                                                                      | –                                                                      | –                                                                      | –                                                                      | –                                                                      | –                                                                      | –                                                                      | –                                                                      | –                                                                      | –                                                                      | –                                                                      | –                  | –                  |
| Oktober       | Hardcourt            | –                                                                      | –                                                                      | –                                                                      | –                                                                      | –                                                                      | –                                                                      | –                                                                      | –                                                                      | –                                                                      | –                                                                      | –                                                                      | –                                                                      | –                                                                      | –                                                                      | –                                                                      | –                                                                      | –                                                                      | –                                                                      | –                                                                      | ATP Peking                                                             | ATP Peking                                                             | ATP Peking                                                             | ATP Peking                                                             | ATP Peking                                                             | ATP Peking                                                             | ATP Peking                                                             | ATP Peking                                                             | ATP Peking                                                             | ATP Peking                                                             | ATP Peking                                                             | Sint-Petersburg                                                        | afgelast                                                               | Astana                                                                 | ATP Peking                                                             | ATP Peking                                                             | ATP Peking         | ATP Peking         |
| Oktober/april | Hardcourt            | ATP Tokio                                                              | ATP Tokio                                                              | ATP Tokio                                                              | ATP Tokio                                                              | ATP Tokio                                                              | ATP Tokio                                                              | ATP Tokio                                                              | ATP Tokio                                                              | ATP Tokio                                                              | ATP Tokio                                                              | ATP Tokio                                                              | ATP Tokio                                                              | ATP Tokio                                                              | ATP Tokio                                                              | ATP Tokio                                                              | ATP Tokio                                                              | ATP Tokio                                                              | ATP Tokio                                                              | ATP Tokio                                                              | ATP Tokio                                                              | ATP Tokio                                                              | ATP Tokio                                                              | ATP Tokio                                                              | ATP Tokio                                                              | ATP Tokio                                                              | ATP Tokio                                                              | ATP Tokio                                                              | ATP Tokio                                                              | ATP Tokio                                                              | ATP Tokio                                                              | afgelast                                                               | afgelast                                                               | ATP Tokio                                                              | ATP Tokio                                                              | ATP Tokio                                                              | ATP Tokio          | ATP Tokio          |
| Oktober       | Hardcourt/tapijt (i) | ATP Sydney (indoor)                                                    | ATP Sydney (indoor)                                                    | ATP Sydney (indoor)                                                    | ATP Sydney (indoor)                                                    | ATP Sydney (indoor)                                                    | –                                                                      | –                                                                      | ATP Singapore                                                          | ATP Singapore                                                          | ATP Singapore                                                          | –                                                                      | –                                                                      | –                                                                      | –                                                                      | –                                                                      | –                                                                      | –                                                                      | –                                                                      | –                                                                      | ATP Bazel                                                              | ATP Bazel                                                              | ATP Bazel                                                              | ATP Bazel                                                              | ATP Bazel                                                              | ATP Bazel                                                              | ATP Bazel                                                              | ATP Bazel                                                              | ATP Bazel                                                              | ATP Bazel                                                              | ATP Bazel                                                              | afgelast                                                               | afgelast                                                               | ATP Bazel                                                              | ATP Bazel                                                              | ATP Bazel                                                              | ATP Bazel          | ATP Bazel          |
| Oktober       | Hardcourt/tapijt (i) | ATP Tokio (indoor)                                                     | ATP Tokio (indoor)                                                     | ATP Tokio (indoor)                                                     | ATP Tokio (indoor)                                                     | ATP Tokio (indoor)                                                     | ATP Tokio (indoor)                                                     | ATP Wenen                                                              | ATP Wenen                                                              | ATP Wenen                                                              | ATP Wenen                                                              | ATP Wenen                                                              | ATP Wenen                                                              | ATP Wenen                                                              | ATP Wenen                                                              | ATP Wenen                                                              | ATP Wenen                                                              | ATP Wenen                                                              | ATP Wenen                                                              | ATP Wenen                                                              | ATP Valencia                                                           | ATP Valencia                                                           | ATP Valencia                                                           | ATP Valencia                                                           | ATP Valencia                                                           | ATP Valencia                                                           | ATP Valencia                                                           | ATP Wenen                                                              | ATP Wenen                                                              | ATP Wenen                                                              | ATP Wenen                                                              | ATP Wenen                                                              | ATP Wenen                                                              | ATP Wenen                                                              | ATP Wenen                                                              | ATP Wenen                                                              | ATP Wenen          | ATP Wenen          |
| Ondergrond    | Totaal               | 12                                                                     | 12                                                                     | 12                                                                     | 12                                                                     | 12                                                                     | 11                                                                     | 11                                                                     | 12                                                                     | 12                                                                     | 11                                                                     | 11                                                                     | 11                                                                     | 10                                                                     | 9                                                                      | 9                                                                      | 9                                                                      | 9                                                                      | 9                                                                      | 9                                                                      | 11                                                                     | 11                                                                     | 11                                                                     | 11                                                                     | 11                                                                     | 11                                                                     | 13                                                                     | 13                                                                     | 13                                                                     | 13                                                                     | 13                                                                     | 7                                                                      | 9                                                                      | 13                                                                     | 13                                                                     | 13                                                                     | 16                 | 16                 |
| Hardcourt     | Hardcourt            | 5                                                                      | 6                                                                      | 6                                                                      | 6                                                                      | 6                                                                      | 5                                                                      | 5                                                                      | 8                                                                      | 8                                                                      | 7                                                                      | 7                                                                      | 7                                                                      | 7                                                                      | 5                                                                      | 5                                                                      | 5                                                                      | 5                                                                      | 5                                                                      | 5                                                                      | 8                                                                      | 8                                                                      | 8                                                                      | 8                                                                      | 8                                                                      | 8                                                                      | 8                                                                      | 8                                                                      | 8                                                                      | 8                                                                      | 8                                                                      | 5                                                                      | 5                                                                      | 8                                                                      | 8                                                                      | 8                                                                      | 10                 | 10                 |
| Gravel        | Gravel               | 2                                                                      | 2                                                                      | 2                                                                      | 2                                                                      | 2                                                                      | 2                                                                      | 2                                                                      | 2                                                                      | 2                                                                      | 4                                                                      | 4                                                                      | 4                                                                      | 3                                                                      | 4                                                                      | 4                                                                      | 4                                                                      | 4                                                                      | 4                                                                      | 4                                                                      | 3                                                                      | 3                                                                      | 3                                                                      | 3                                                                      | 3                                                                      | 3                                                                      | 3                                                                      | 3                                                                      | 3                                                                      | 3                                                                      | 3                                                                      | 2                                                                      | 2                                                                      | 3                                                                      | 3                                                                      | 3                                                                      | 4                  | 4                  |
| Gras          | Gras                 | –                                                                      | –                                                                      | –                                                                      | –                                                                      | –                                                                      | –                                                                      | –                                                                      | –                                                                      | –                                                                      | –                                                                      | –                                                                      | –                                                                      | –                                                                      | –                                                                      | –                                                                      | –                                                                      | –                                                                      | –                                                                      | –                                                                      | –                                                                      | –                                                                      | –                                                                      | –                                                                      | –                                                                      | –                                                                      | 2                                                                      | 2                                                                      | 2                                                                      | 2                                                                      | 2                                                                      | 0                                                                      | 2                                                                      | 2                                                                      | 2                                                                      | 2                                                                      | 2                  | 2                  |
| Tapijt        | Tapijt               | 5                                                                      | 4                                                                      | 4                                                                      | 4                                                                      | 4                                                                      | 4                                                                      | 4                                                                      | 2                                                                      | 2                                                                      | –                                                                      | –                                                                      | –                                                                      | –                                                                      | –                                                                      | –                                                                      | –                                                                      | –                                                                      | –                                                                      | –                                                                      | –                                                                      | –                                                                      | –                                                                      | –                                                                      | –                                                                      | –                                                                      | –                                                                      | –                                                                      | –                                                                      | –                                                                      | –                                                                      | –                                                                      | –                                                                      | –                                                                      | –                                                                      | –                                                                      | –                  | –                  |
| Jaar          | Jaar                 | 1990                                                                   | 1991                                                                   | 1992                                                                   | 1993                                                                   | 1994                                                                   | 1995                                                                   | 1996                                                                   | 1997                                                                   | 1998                                                                   | 1999                                                                   | 2000                                                                   | 2001                                                                   | 2002                                                                   | 2003                                                                   | 2004                                                                   | 2005                                                                   | 2006                                                                   | 2007                                                                   | 2008                                                                   | 2009                                                                   | 2010                                                                   | 2011                                                                   | 2012                                                                   | 2013                                                                   | 2014                                                                   | 2015                                                                   | 2016                                                                   | 2017                                                                   | 2018                                                                   | 2019                                                                   | 2020                                                                   | 2021                                                                   | 2022                                                                   | 2023                                                                   | 2024                                                                   | 2025               | 2026               |

## Statistieken

### Meeste titels
Enkelspel
| #  | Speler                | Aantal |
| -- | --------------------- | ------ |
| 1  | Roger Federer         | 24     |
| 2  | Rafael Nadal          | 23     |
| 3  | Novak Djokovic        | 15     |
| 4  | Pete Sampras          | 12     |
| 5  | David Ferrer          | 10     |
| 6  | Boris Becker          | 9      |
| 6  | Juan Martín del Potro | 9      |
| 6  | Andy Murray           | 9      |
| 9  | Stefan Edberg         | 8      |
| 10 | / Goran Ivanišević    | 7      |

Dubbelspel
| # | Speler         | Aantal |
| - | -------------- | ------ |
| 1 | Daniel Nestor  | 20     |
| 2 | Nenad Zimonjić | 17     |
| 3 | Mark Knowles   | 15     |
| 4 | Bob Bryan      | 14     |
| 4 | Mike Bryan     | 14     |
| 6 | Marcelo Melo   | 12     |
| 7 | Horia Tecau    | 10     |
| 8 | Bruno Soares   | 9      |
| 8 | Lukasz Kubot   | 9      |
| 8 | Ivan Dodig     | 9      |
| 8 | Jamie Murray   | 9      |
| 8 | John Peers     | 9      |

Spelers die nog actief zijn, zijn vet weergegeven.

Voor het laatst bijgehouden 2 maart 2025.